# Chromonephthea minor
Chromonephthea minor is een zachte koraalsoort uit de familie Nephtheidae. De koraalsoort komt uit het geslacht Chromonephthea. Chromonephthea minor werd in 2005 voor het eerst wetenschappelijk beschreven door Leendert Pieter van Ofwegen. 